# August Hermann Niemeyer

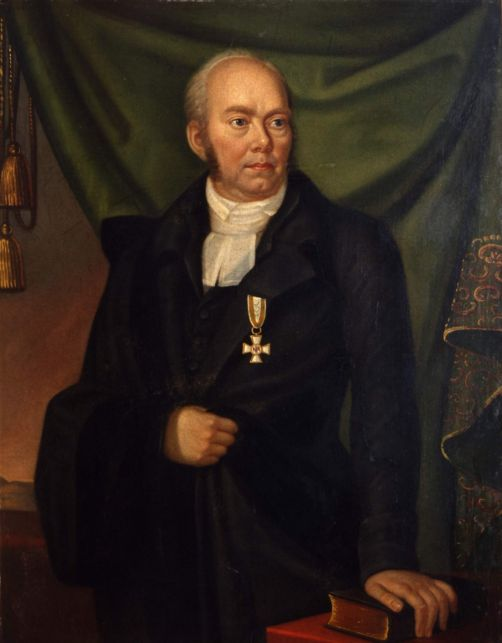
August Hermann Niemeyer, nach 1817 (Verleihung des Roten Adlerordens III. Klasse)

August Hermann Niemeyer (* 1. September 1754 in Halle (Saale); † 7. Juli 1828 in Glaucha) war ein deutscher Theologe, Pädagoge, Librettist, Lyriker, Reiseschriftsteller, evangelischer Kirchenlieddichter und preußischer Bildungspolitiker.

## Leben

### Herkunft und Familie
August Hermann Niemeyer war der Urenkel von August Hermann Francke, dem Begründer der Franckeschen Stiftungen. Sein Vater war Johann Konrad Philipp Niemeyer (1711–1767), Prediger, Diakon und Archidiakonus Adjunctus in Halle. Die Mutter Auguste Sophie (1717–1763), geb. Freylinghausen, war die Tochter des Waisenhaus-Direktors Johann Anastasius Freylinghausen (1670–1739) und seiner Frau Johanna Sophia Anastasia (1697–1771), geb. Francke. Er hatte einen Bruder David Gottlieb Niemeyer, der Pastor in Glaucha war.
August Hermann Niemeyer heiratete am 5. Oktober 1786 in Magdeburg Agnes Wilhelmine von Köpken (* 15. Februar 1769), die Tochter des Magdeburger Hofrates Friedrich von Köpken.
Zu seinen Kindern gehörten die Mediziner Wilhelm Hermann Niemeyer (1788–1840) und Karl Eduard Niemeyer (1792–1838), der Jurist Franz Anton Niemeyer (1790–1867) sowie der Theologe Hermann Agathon Niemeyer (1802–1851). Der Gartenarchitekt Paul Viktor Niemeyer (1827–1901), der Jurist Herbert Pernice (1832–1875), der Moorforscher Moritz Fleischer (1843–1927) und die Mediziner Richard Fleischer (1848–1909), Paul Niemeyer und Felix von Niemeyer waren sein Enkel.

### Werdegang
August Hermann Niemeyer besuchte das Pädagogium in Halle und studierte 1771–1777 an der dortigen Hochschule Theologie. Am 18. April 1777 wurde er zum Doktor der Theologie promoviert.
Niemeyer begann seine berufliche Laufbahn 1777 als Privatdozent der Theologie an der Universität Halle, ab 1784 lehrte er an der dortigen Theologischen Fakultät als Professor. Später gründete und leitete er das Pädagogische Seminar der Universität und wurde schließlich zu deren Kanzler und Rektor ernannt. Darüber hinaus war Niemeyer Direktor der Franckeschen Stiftungen.
1785 wurde er Mitdirektor des Pädagogiums und des Waisenhauses, 1787 Direktor des theologischen Seminars, 1792 Konsistorialrat, 1804 Oberkonsistorialrat und Mitglied des Berliner Oberschulkollegiums. 1807 wurde er als Geisel nach Frankreich gebracht, nach seiner Rückkehr aber 1808 zum Mitglied der Reichsstände des Königreichs Westphalen, auch zum Kanzler und Rector perpetuus der Universität Halle ernannt. Die Kanzlerstelle behielt er auch unter der preußischen Regierung (1814), welche ihn 1816 zum Mitglied des Konsistoriums zu Magdeburg ernannte.
Sein Grab befindet sich auf dem hallischen Stadtgottesacker.

### Auszeichnungen
- 1817 Roter Adlerorden III. Klasse

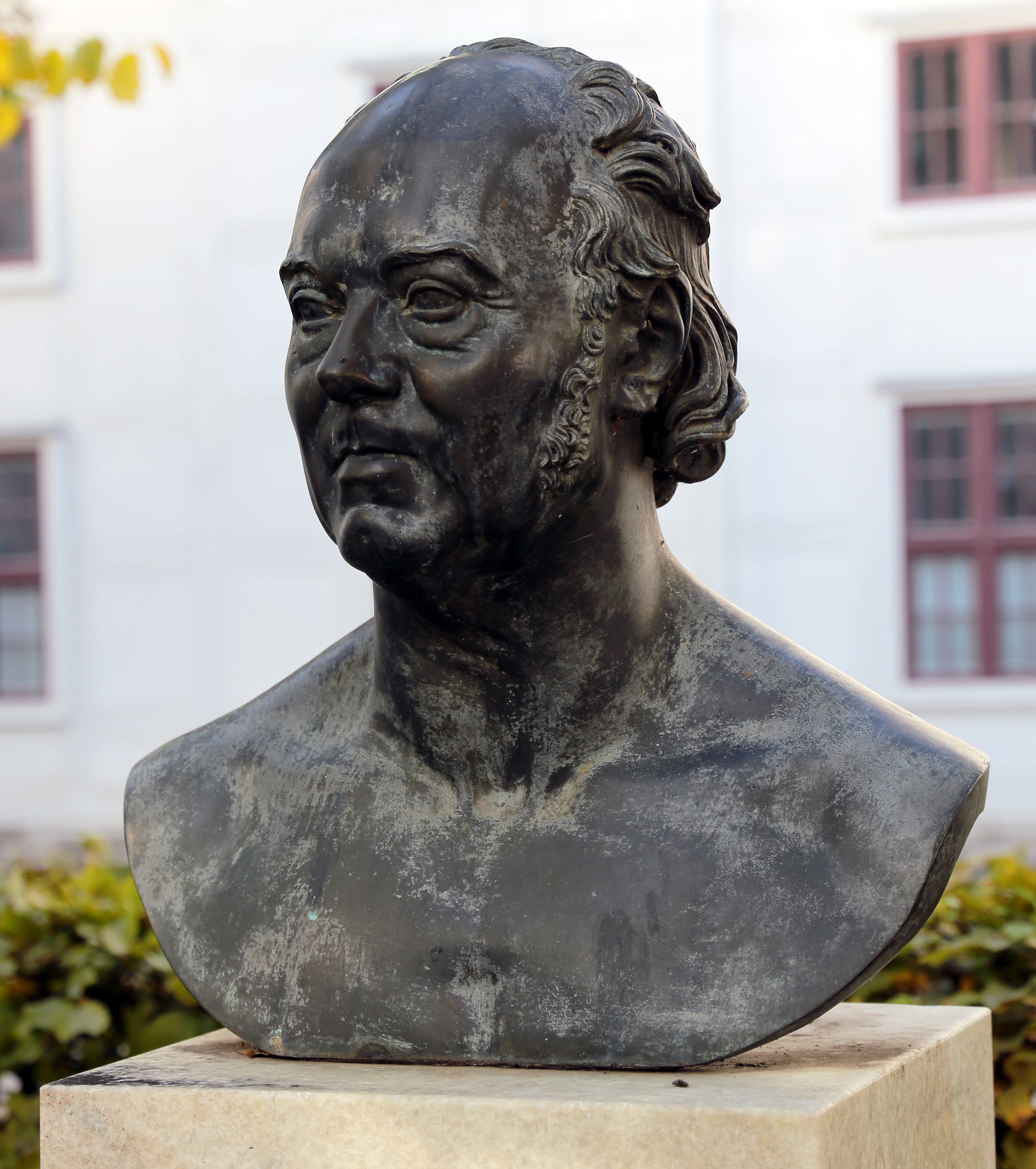
Denkmal in den Franckeschen Stiftungen

- 1826 Roter Adlerorden II. Klasse mit Eichenlaub[1]
- 1827 Silberne Bürgerkrone der Stadt Halle[2]

## Werke (Auswahl)

### Theoretische Schriften
- Charakteristik der Bibel (Halle 1775–1782, 5 Bde.; 2. Aufl. 1830)
- Grundsätze der Erziehung und des Unterrichts (Halle 1796, 3 Tle.; 9. Aufl. von H. A. Niemeyer, Halle 1834–39; neue Ausg. von Rein, Langensalza 1878, 3 Bde.)
- Handbuch für christliche Religionslehrer (Halle 1795/96, 2 Bde.; 7. Aufl. 1829)
- Leitfaden der Pädagogik und Didaktik (Halle 1802)
- Lehrbuch für die obern Religionsklassen in Gelehrtenschulen (18. Aufl., Halle 1843); wurde unter dem Ministerium Eichhorn in Preußen verboten

### Poesie

#### Libretto
- Lazarus. Religiöses Drama (Kantate, Oratorium) in 3 Akten. Musik (1778): Johann Heinrich Rolle. – Musik (1820): Franz Schubert (Fragment, ergänzt von Edisson Denissow)

#### Lyrik
- Religiöse Gedichte (Magdeburg und Berlin 1814)

#### Kirchenlied
Das evangelisch-lutherische Gesangbuch zum gottesdienstlichen Gebrauche für die Stadt und das Herzogtum Magdeburg aus dem Jahr 1805 enthält 15 von Niemeyer geschriebene Kirchenlieder.

### Reisebeschreibungen
- Beobachtungen auf einer Reise durch einen Teil von Westphalen und Holland im Jahr 1806, Halle 1823 (Digitalisat); Rezension in: Allgemeine Literaturzeitung Nr. 172 (Juli 1824), S. 537 (Digitalisat)
- Beobachtungen auf Reisen in und außer Deutschland, Halle 1824 (Digitalisat)
- Beobachtungen auf einer Reise nach England, 3 Bände, Halle 1822–1825 (Digitalisat)

## Bekannte Schüler
- Friedrich Gotthelf Benjamin Schmieder (1770–1838) studierte evangelische Theologie und war Philologe, Buchautor, Schulmann sowie ab 1804 bis zu seinem Tode Rektor des Königlichen Gymnasiums in Brieg.
- Johann Christian Croneberg, auch Ivan Jakovlevič Kroneberg (1788–1838) war ein russisch-ukrainischer Altphilologe deutscher Abstammung. Er besuchte das Pädagogium in Halle (1800–1805) und war von 1819 bis 1838 Professor für klassische Philologie an der russisch-kaiserlichen Universität Charkow sowie Rektor (1823–1829, 1833–1836) daselbst, heute Ukraine.
- Johann August Jacobs (1788–1829), Philologe und Hochschullehrer, folgte Niemeyer nach dessen Rücktritt 1820 als Inspektor des Pädagogikums und 1828 nach dem Tod Niemeyers als Direktor der Franckeschen Stiftungen. Sein Lebensweg wurde durch Niemeyer nachhaltig geprägt.
- Johann Carl Lindenberg (1798–1892), evangelisch-lutherischer Theologe und Senior des Geistlichen Ministeriums in Lübeck

## Ehrungen
In seiner Geburtsstadt Halle (Saale) erinnert heute die Niemeyerstraße an ihn.